# Bukova Glava (Tara)
Pour les articles homonymes, voir Bukova Glava.
Le mont Bukova Glava (en serbe cyrillique : Букова Глава) est un sommet des monts Tara, un massif situé à l'extrême ouest de la Serbie, le long de la frontière avec la Bosnie-Herzégovine. Il s'élève à une altitude de 1 391 m.